# La Revue du droit
La Revue du droit est une revue juridique qui a été parue au Québec (Canada) de 1922 à 1939. Publiée à partir de Québec, elle présente principalement des articles de doctrine juridique, mais aussi quelques commentaires de jurisprudence et des informations d'intérêts professionnel pour les avocats.
La Revue a une orientation critique de la théorie du positivisme juridique.